# Van Etten (Nowy Jork)
Van Etten – miasto w Stanach Zjednoczonych, w stanie Nowy Jork, w hrabstwie Chemung.